# 千葉運転区
千葉運転区（ちばうんてんく）は、千葉県千葉市にある東日本旅客鉄道（JR東日本）千葉支社の運転士が所属する組織である。

## 歴史
- 2004年10月16日 - 幕張電車区木更津支区が当区に移管、千葉運転区木更津支区となる[1]。
- 2007年3月18日 - 木更津運輸区新設により、木更津支区廃止。